# 投10線
投10線 雙叉港－土城，是位於南投縣的一條鄉道，北起南投縣草屯鎮雙叉港，南至南投縣草屯鎮土城，全長4.483公里。

## 路線說明
南投縣
- 草屯鎮：雙叉港（起點， 投6線岔路）→ 中和路 → 坪仔腳（ 投17線岔路） → 半路井（ 投6線右轉共線） → 玉屏路/玉屏巷口（本線左轉結束共線） → 玉屏巷 → 屯園右轉玉屏路 → 大埤（ 投6線交會） → 中正路 → 土城（終點， 台14線岔路）

## 歷史沿革
| 投10線歷史沿革 | 投10線歷史沿革                                                  | 投10線歷史沿革                                                                 |
| 年代           | 本編號沿革                                                      | 本路線沿革                                                                     |
| -------------- | --------------------------------------------------------------- | ------------------------------------------------------------------------------ |
| 1961年以前     | 無法確認                                                        | 當時一部份可能為路148線（王功－中寮間，里程62公里以上）                        |
| 1961年         | 雙義港－屯園間2.486km                                           | 當時分屬本編號、 縣道148號、 投12線（北勢湳－土城3.486km），另有一部分無編號。 |
| 1976年         | 路線名修正為雙叉港－屯園3.515km                                 | 當時分屬本編號及 投12-1線（北勢湳－土城間3.390km）                             |
| 1983年         | 原 投10線合併部分原 投12-1線。更名為雙叉港－土城線，里程3.479Km | 原 投10線合併部分原 投12-1線。更名為雙叉港－土城線，里程3.479Km                |

## 交會公路
- 投6線
- 投17線
- 台14線